# Eleocharis flavescens
Eleocharis flavescens är en halvgräsart som först beskrevs av Jean Louis Marie Poiret, och fick sitt nu gällande namn av Ignatz Urban. Eleocharis flavescens ingår i släktet småsäv, och familjen halvgräs.

## Underarter
Arten delas in i följande underarter:
- E. f. flavescens
- E. f. olivacea